# 维特马尔申
维特马尔申是德国下萨克森州的一个市镇。总面积118.95平方公里，总人口11490人，其中男性5821人，女性5669人（2011年12月31日），人口密度97人/平方公里。

## 友好城市
- 法國 莫尔塔涅欧佩什